# كريستينا لوبيز باريو
كريستينا لوبيز باريو (بالإسبانية: Cristina López Barrio)‏ هي محامية وكاتِبة إسبانية، ولدت في 12 مايو 1970 في مدريد في إسبانيا.